# イーヴシャムの戦い
イーヴシャムの戦い（英: Battle of Evesham）は、1265年8月4日にイングランド中南部で行われた戦いで、当時同地域に存在したイングランド王国で13世紀に巻き起こった第二次バロン戦争における主戦の一つである。「シモン・ド・モンフォールの議会」の招集で知られるレスター伯シモン・ド・モンフォールを初めとする男爵たちが、父王ヘンリー3世の軍を率いる王太子エドワード（後の英王エドワード1世）に敗北し、シモン・ド・モンフォールやその子のヘンリー・ド・モンフォールなどは戦死した。イーヴシャムはウスターシャー南東部にある地名（現マーケットタウン）である。
ルイスの戦いで王政を掌握したシモン・ド・モンフォールだったが、何人もの近しい味方の離反とルイスの戦いで捕虜にされたエドワード王子の脱走により、次第に守勢に立たされるようになった。イーヴシャムで王党派と戦うこととなったモンフォールは自軍の2倍の規模の軍隊と対峙した。戦いは忽ち大虐殺に転じ、モンフォール自身も殺され、その身体は切り刻まれた。この戦いは、同時代の歴史家ロバート・オブ・グロスターはこの顛末を「イーヴシャムの殺人であり戦闘は皆無であった」と評した。この戦いで王権は事実上回復したが、1266年10月25日に双方の和解を意図したケニルワース宣言が調印されるまで、散発的な抵抗（ケニルワース包囲戦など）は続いた。

## 前史
第6代レスター伯シモン・ド・モンフォールは、この前年の1264年に起こったルイスの戦いで勝利し、イングランド王国政府で支配的な地位を獲得していた。モンフォールはまた英王ヘンリー3世、エドワード王子（のちのエドワード1世）、およびヘンリーの弟であるリチャード・オブ・コーンウォールを捕縛した。しかし、主要な同盟者を失ったため、その影響の及ぶ範囲は急速に縮み始め、2月には第6代ダービー伯のロバート・ド・フェラーズが逮捕され、ロンドン塔に投獄されました。さらに重要な協力者であるグロスター伯ギルベール・ド・クレアは、同年5月に国王の側に身を寄せた。エドワード王子はギルベール・ド・クレアの援助により、ド・モンフォールの捕縛から逃れた。
ウェールズ・マーチズの領主たちが反乱を起こしたため、モンフォールはウェールズの王子であるサウェリン・アプ・グリフィズに助力を要うた。サウェリンは、モンフォールが自分の爵位を全面的に認め、自身の軍事的な利益をすべて維持できることを約束することを見返りとして援助に同意した。この同盟がモンフォールにもたらした利益は何であったにせよ、この大きな譲歩は国内での人気を犠牲とした。その一方、王太子エドワードはグロスターを包囲し、同市を6月29日に陥落せしめた。この頃モンフォールの目標は、息子のシモン6世・ド・モンフォールの軍隊と団結すること、そして王立軍と交戦することへと変わったが、シモン6世はロンドンから西に移動するのが遅すぎた。結果エドワードはシモン6世が男爵家の拠点であるケニルワースに到達したところを攻撃し、その軍に城壁の外で兵を四つ裂きにするなど大きな損失を与えることができた。そこからエドワードは南進し、8月4日、ケニルワースで捕獲した多くの旗を使ってモンフォールに援軍が到着したと思わせ、モンフォールをエイヴォン川の湾曲部分に閉じ込めて唯一の橋を封鎖し、息子の援軍なしで戦わせることに成功した。このことに気づいたモンフォールは、次のように述べたという。「奴らは何と巧みに進軍していることか。我々の身体は奴らのものでも、我々の魂は神のものだ」。

## 戦い

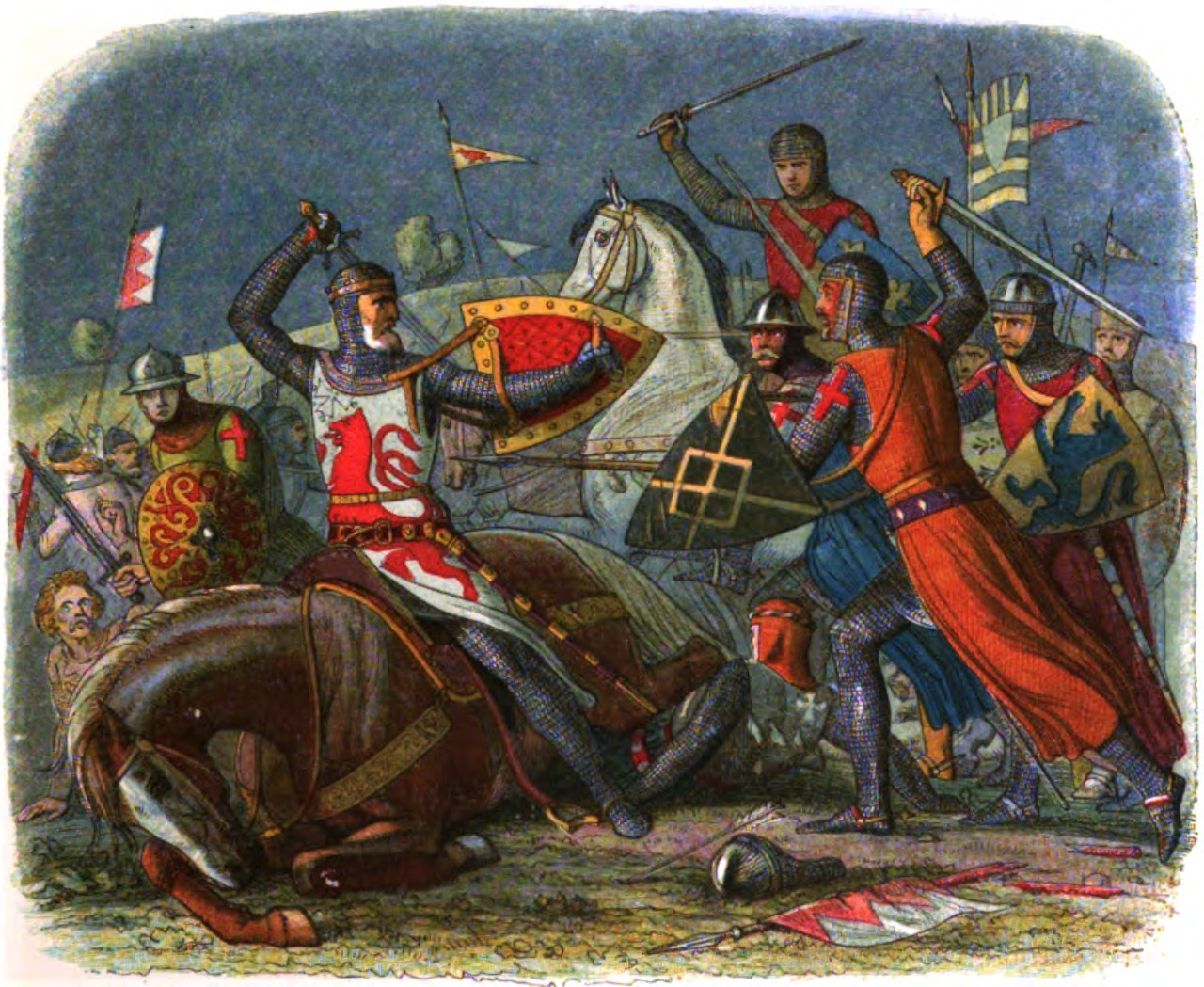
時のイングランド王ヘンリー3世への反乱を起こしていたシモン・ド・モンフォールやその息子らは、このイーヴシャムの戦いで戦死した。

ルイスの戦いの教訓を生かし、王党派は高台に陣地を構えた。イーヴシャムのすぐ北にあるグリーンヒルと呼ばれる尾根に沿って、王太子エドワードは左翼に、グロスター伯ギルベール・ド・クレアは右翼に軍を構えた。朝8時頃、雷雨が激しくなり、モンフォールはイーヴシャムの町を後にした。ルイスでは、バロン軍の軍隊が軍服の白十字によって神の運命をより強く感じ、この日の勝利への自信を深めていた。今度は王家の軍隊が先陣を切り、赤い十字架を目印にした。年代記作家ウィリアム・リシャンガーによると、モンフォールは王党派の軍の前進を見たとき、「奴らは自分で（あの行進を）学んだのではなく、私から教わったのだ」と大呼したという。
バロン軍と王党軍の兵力は、それぞれ5000、10000と推定されている。モンフォールはこのような数的不利を前にして、敵の戦線の中央に兵力を集中させ、戦線に楔を打ち込まんと考えた。モンフォールの戦術は初めはうまくいったものの、サウェリン・アプ・グリフィズが提供したウェールズの歩兵が早い段階で脱走したため、バロン軍はすぐに主導権を失ってしまった。王党軍の側面がモンフォール軍に迫りモンフォールたちは取り囲まれた。自軍の2倍の兵力と不利な土地に直面し、戦いは急速に大虐殺と化した。
ルイスでの敗北はまだ記憶に新しく、王党派は強い怨恨と憤慨をもって戦った。その結果、降伏を試みたにもかかわらず、バロン軍のほとんどは、当時慣習であった捕虜をとったりや身代金を要求したりすることはなく、戦場で殺害された。「コンクエスト以来前例のない、貴族による殺戮の一幕」と呼ばれるように、まずモンフォールの息子ヘンリー・ド・モンフォールが殺され、その後シモン自身も乗っていた馬を失って戦死した。シモンはその体の頭、手、足、睾丸を切り落とされ、切断されていた。ヘンリー王（ヘンリー3世）自身は、モンフォールに拘束され変装しており、改心した反逆者ロジャー・ド・レイボーンによってかろうじてこの騒乱から救い出された。

## その後
王党派は、モンフォールの敗死を受け、過ちを犯したバロン軍に復讐をしようと躍起になった。同年9月にウィンチェスターで開かれたイングランド議会（Parliament of England）では、反乱軍に参加したすべての者が相続権を奪われた。しかし、リンカンシャーの若きシモン・ド・モンフォールの反乱はクリスマスまでに収束した以降も散発的な抵抗は残っていた。難攻不落のケニルワース城に野営する守備隊が主な問題で、1266年の夏に始まったケニルワース包囲戦は無駄と思われた。10月末までに王党派は、いわゆるケニルワース宣言を作成し、反逆者は反逆への関与の度合いに応じた価格で土地を買い戻すことができるようになった。城の守備側は初めこの申し出を断ったものから、年末には状況が耐え難いものになり、翌1267年に同宣言は合意された。大規模な対立に関しては、このイーヴシャムの戦いとその後の反乱が決定的となり、ヘンリー3世の治世における男爵家の対立に終止符が打たれた。以降、王国は1290年代初頭まで続く統一と進歩の時代に入った。